# Taddeo Pepoli
Taddeo Pepoli (Bologna, tra il 1285 e il 1290 – Bologna, 29 settembre 1347) è stato un politico, giurista e cambiatore italiano, signore di Bologna dal 1337 al 1347.

## Biografia

### La gioventù e l'esilio

Lo stemma scaccato della famiglia Pepoli

La nascita di Taddeo si ipotizza tra il 1285 e il 1290. Fu figlio primogenito del potente banchiere Romeo Pepoli, de facto signore di Bologna dal 1307 e fondatore della cosiddetta "cripto-signoria" della famiglia Pepoli. La madre era Azzolina Tettalasini, appartenente anch'essa ad una famiglia di banchieri, sebbene di posizioni ghibelline (al contrario dei Pepoli, i quali simpatizzavano con la fazione geremea, ovvero i guelfi bolognesi). Nel 1294 lo si trova già iscritto nella società dei cambiatori, come era uso all'epoca fra gli esponenti della sua classe sociale. Essere iscritto ad una società, infatti, era condizione necessaria per godere dei diritti politici: né i salariati, né gli aristocratici potevano iscriversi alle società. Nel 1314 lo troviamo iscritto, con il padre, i fratelli e altri membri della famiglia, alla società d'armi dei Castelli, in cui militavano anche altre famiglie di cambiatori residenti, come lui, nel quartiere di Porta Procola. Nel 1308 Taddeo sposò Bartolomea Samaritani, diventando così cognato di Bornio Samaritani, alleato del padre quando egli si era fatto sostenitore di politiche guelfe radicali. Nel 1320 si laureò in diritto civile presso lo studio di Bologna e il padre Romeo celebrò pubblicamente con grande fasto l'avvenimento. Le celebrazioni pubbliche furono viste con sospetto, non era mai successo che un avvenimento privato venisse celebrato dal comune.
Si era da tempo creata una coalizione interna contro lo strapotere di Romeo Pepoli, guidata dalla fazione dei "Maltraversi", che con una rivolta costrinsero Romeo e la sua famiglia a fuggire da Bologna il 17 luglio 1321. I loro beni vennero confiscati, ma poche delle loro case furono guastate e il comune le affittò a privati. Subito dopo la cacciata, i Pepoli si erano rifugiati a Ferrara; erano poi passati in Romagna, per cercare un contatto con i ghibellini esiliati. Nel frattempo la situazione politica a Bologna era andata verso un guelfismo estremo.
Nel 1322 i Pepoli tentarono di rientrare a Bologna, ma il tentativo fallì e il legato pontificio Bertrando del Poggetto fece trasferire Romeo alla corte papale di Avignone. Si presume che Romeo sia morto in questa città nello stesso anno. Dopo la scomparsa del padre, Taddeo e i suoi fratelli cominciarono ad operare per poter rientrare a Bologna. Nel 1323 Bertrando fece prigionieri Taddeo e suo fratello Giovanni, i quali però riuscirono a fuggire. Intanto, un altro fratello di Taddeo, Francesco (detto Tarlato), si era impadronito di un castello per mettere in difficoltà il comune nel contado. Nel 1325 fu fatto un altro tentativo da Taddeo e fratelli, insieme a Testa Gozzadini, per rientrare in città. La battaglia si svolse intorno al castello di Monteveglio che i Galluzzi e i Pepoli avevano fatto ribellare al comune di Bologna. La lotta sfociò nella battaglia di Zappolino, che vide i Pepoli a fianco dei modenesi contro l'esercito di Bologna. Gli esuli furono aiutati nella lotta dal signore di Modena, Passerino Bonacolsi, avversario da sempre di Bologna. Questo episodio mostra come i Pepoli cercassero di creare equilibri regionali, non più solo comunali, con le alleanze. Comunque, nonostante la schiacciante vittoria modenese a Zappolino, anche questo tentativo di rientro fallì.

### Il ritorno in patria e la conquista del potere

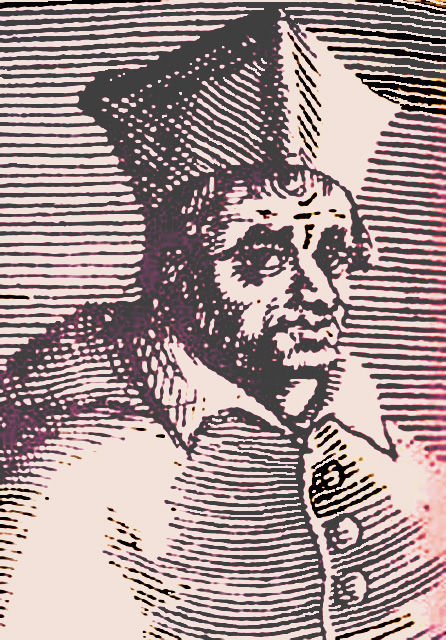
Il cardinale legato Bertrand de Pouget, italianizzato in Bertrando del Poggetto

I Pepoli furono riammessi in patria nel marzo del 1328, quando il legato pontificio Bertrando del Poggetto, nel tentativo di ingraziarsi i bolognesi insofferenti al suo regime autoritario, concesse il rientro di numerosi esuli. Il patrimonio dei Pepoli, nonostante le perdite causate dall'esilio, rimaneva ingente. Taddeo e i suoi fratelli, pur praticando il mestiere di cambiatori come il padre, non fecero delle operazioni economiche altrettanto discutibili, optando piuttosto per la gestione del patrimonio esistente ed effettuando alcune acquisizioni fondiarie, di cui la più importante fu l'acquisto di Castiglion dei Gatti, ceduto dal conte Ubaldino degli Alberti, signore di Prato. Gli Alberti erano una delle più antiche famiglie di feudatari della montagna e i Pepoli acquisirono, assieme al castello e alle terre, anche i diritti feudali sugli abitanti.

#### I rapporti con il legato pontificio
In un primo momento Taddeo collaborò con il legato pontificio: nello stesso anno del suo ritorno egli figura fra i bolognesi illustri che accompagnarono il cardinale in una missione diplomatica in Romagna e venne successivamente inviato come ambasciatore a Firenze. Tuttavia già nel 1332 Taddeo venne arrestato con l'accusa di aver partecipato ad un fallito complotto contro il cardinal Bertrando, ordito al fine di ridimensionare il suo dispotico potere temporale. Alcuni dei congiurati furono condannati a morte, altri esiliati, ma Taddeo, forse per il timore che ispirava il potere economico e politico della sua fazione (ovvero gli "scacchesi", guelfi bolognesi il cui nome deriva dallo stemma dei Pepoli), venne considerato innocente e liberato dopo una breve detenzione. L'arresto a tradimento alcuni mesi dopo, nel dicembre dello stesso anno, di Taddeo, Bornio Samaritani e Brandelisio Gozzadini da parte di Bertrando - il quale, per non destare sospetti, li aveva invitati a palazzo assieme al suo amico Andalo de' Griffoni - provocò una rivolta cittadina, costringendo il cardinale a liberare i detenuti poche ore dopo.
Nel 1334, guidati da Brandelisio Gozzadini, i bolognesi si sollevarono nuovamente contro il legato pontificio, che fu costretto ad asserragliarsi nel castello di porta Galliera. L'intervento dei fiorentini permise a Bertrando di abbandonare la città incolume, ma il suo dominio su Bologna era finito. Taddeo, che aveva svolto un ruolo come ambasciatore dei rivoltosi, guadagnò notevole influenza politica dalla cacciata di Bertrando.

#### Il breve interludio comunale
A seguito della caduta del regime ecclesiastico vennero restaurate molte delle istituzioni comunali precedenti: venne nominato un Podestà, un Capitano del Popolo e - successivamente - un collegio di Anziani detto "della Colomba", con il fine di pacificare finalmente la città. Le rivalità tra fazioni, tuttavia, riesplosero quasi immediatamente, portando a battaglie cittadine e a nuovi decreti di confino contro numerose famiglie, avvenuti a più riprese: il 23 marzo 1334 (ovvero ancora prima della cacciata del legato) furono esiliati i conti di Panico e i Triaghi, membri della fazione maltraversa e noti nemici dei Pepoli; l'8 aprile fu la volta di altri 16 bolognesi illustri; il 30 aprile, a seguito della nomina dei Venti Anziani della Colomba, furono espulse altre 42 persone; il 2 giugno, dopo violenti scontri di piazza e devastazioni, gli "Scacchesi" (la fazione facente capo ai Pepoli) ebbero la meglio sui rivali Maltraversi e costrinsero all'esilio i Sabatini, i Boatieri, i Rodaldi, alcuni esponenti dei Beccadelli e altri. Molti altri decreti di proscrizione vennero emanati nei mesi successivi.
Le lotte intestine avevano rafforzato il potere della fazione di Taddeo. Nel novembre 1334 troviamo il suo nome fra i dodici "savi" eletti dal Consiglio del Popolo a cui venivano attribuiti poteri straordinari (ovvero una balìa) al fine di riappacificare la città e stabilire i termini e i costi di una sua rinnovata soggezione al papa. Il ricorso a balìe - magistrature collettive ristrette dotate di poteri straordinari - si fece sempre più frequente, a discapito delle istituzioni comunali tradizionali, sempre più deboli e passive di fronte alla corsa al potere delle famiglie cittadine più potenti, prime fra tutte i Pepoli, leader della fazione "scacchese", e i Gozzadini.
Nella seconda metà del 1335 si registrarono altri conflitti civili e personali fra le famiglie bolognesi, in primo luogo fra i Pepoli e Brandelisio Gozzadini, il vecchio alleato di Taddeo contro il regime del Legato Pontificio. Taddeo intervenne più volte per calmare gli animi e badando di ristabilire l'onore di Brandelisio. Quest'ultimo aveva assunto un considerevole potere a fianco di Taddeo, giacché entrambi figuravano regolarmente fra i cittadini chiamati a ricoprire funzioni politiche straordinarie allo scopo di difendere la città dagli attacchi nel contado dei Maltraversi fuoriusciti. Ad esempio, nel settembre 1335, i fuoriusciti Maltraversi tentarono di conquistare Castelfranco Emilia (un simile attacco era avvenuto a gennaio a San Giovanni in Persiceto). In risposta il governo bolognese nominò due cittadini per quartiere a capo delle forze felsinee, fra cui figuravano sia Taddeo che Brandelisio. Tuttavia, a differenza di Brandelisio, che puntava più sul potere militare, Taddeo si distinse per la sua abilità politica, diplomatica e giuridica, nonché per il suo vastissimo capitale economico derivante dalle operazioni finanziarie della sua famiglia. Taddeo, infatti, figura tra i doctores legum interpellati per riformare gli statuti del comune dopo la cacciata del legato, approvati nel dicembre del 1335, e diresse le attività diplomatiche con le maggiori potenze locali dell'epoca per la creazione della lega anti-veronese contro il bellicoso Mastino II della Scala.

#### La presa del potere

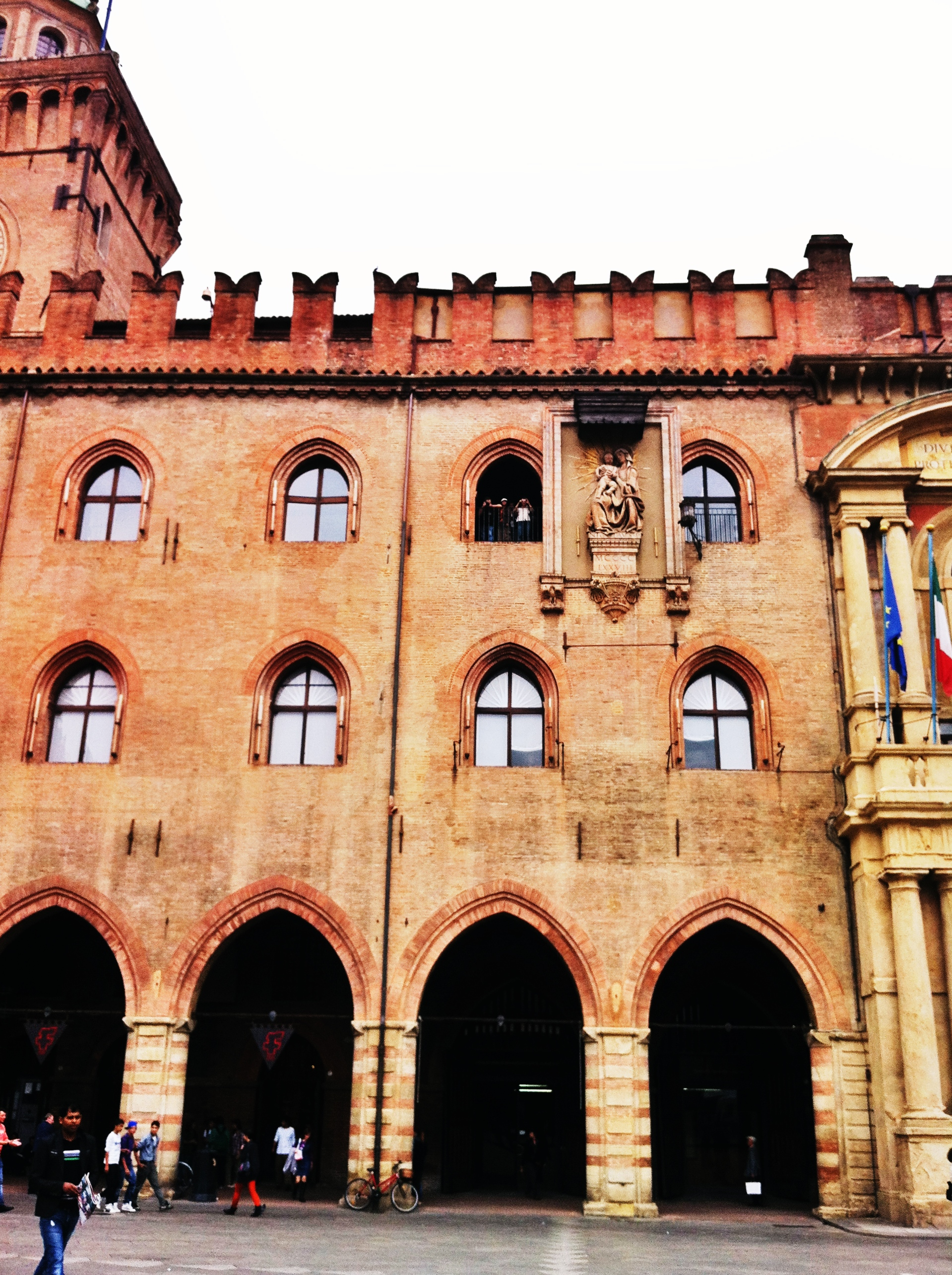
Il palazzo del Comune, detto anche "della biada", dove Taddeo venne nominato Capitano del Popolo il 28 agosto 1337.

Una nuova balìa venne indetta nel maggio 1336 per fronteggiare le continue lotte interne che laceravano la città. Ne facevano parte Taddeo, Brandelisio Gozzadini, Bornio Samaritani, assieme al barisello (rappresentante delle società delle arti), il preconsole della società dei notai e tre "sapienti" per quartiere (di cui uno era Zerra, fratello di Taddeo). Il dominio dei Pepoli, Gozzadini e Samaritani sul governo cittadino era ormai indiscusso, ma destinato ad entrare in conflitto quando, nell'agosto 1336, il Consiglio del Popolo consentì ai Pepoli il privilegio di portare armi, sia in città che nel contado. Addirittura a Taddeo e Zerra venne concesso di entrare armati nel palazzo del Comune. Le prime avvisaglie del conflitto si avvertirono nel gennaio 1337, quando una scaramuccia fra esponenti dei Gozzadini e una famiglia vicina ai Pepoli innescò una corsa alle armi da parte delle rispettive fazioni, sedata in extremis da Taddeo e Brandelisio, che uscirono insieme in strada.
Lo stesso non avvenne nel luglio dello medesimo anno, quando l'uccisione di un uomo vicino al partito dei Gozzadini a Fiesso, nei pressi di Castenaso, riportò la già tesa situazione politica cittadina in grande fermento. Il 7 luglio le milizie armate scacchesi, prime fra tutte quelle dei Bianchi, si precipitarono in piazza e diedero aspra battaglia ai Gozzadini di Brandelisio, che ne uscirono vincitori in un primo momento. Quando Taddeo e Zerra Pepoli giunsero sul luogo, cercarono di calmare gli animi, scortarono Brandelisio al suo palazzo e lo convinsero a disarmarsi. Una volta nel suo palazzo, Brandelisio venne però aggredito dagli uomini di alcune famiglie scacchesi vicine ai Pepoli (i Loiano, i Bianchi e i Bentivoglio), costringendolo alla fuga, dalla quale non fece più ritorno. La mattina seguente, infatti, il podestà proclamò il bando contro tutti i Gozzadini e i loro alleati. Il 14 luglio venne creata una nuova balìa composta interamente da uomini dei Pepoli e da Taddeo stesso, il quale ormai non aveva più rivali per il dominio della città.
Il 28 agosto, con un rapido colpo militare e senza spargimento di sangue, le truppe dei Pepoli presero possesso della piazza. Nel frattempo Taddeo faceva ingresso nel palazzo comunale per essere nominato Capitano del Popolo e, di fatto, signore di Bologna. Il sabato seguente il Consiglio del Popolo ratificò la nomina con una maggioranza schiacciante, nominando Taddeo "generalis et perpetuus conservator et gubernator comunis et populi Bononie".

### La signoria di Bologna
La signoria di Taddeo sancì un insolitamente lungo periodo di pace e stabilità politica per Bologna, a costo però dell'indipendenza delle strutture comunali. Taddeo si mostrò assai cauto nel suo attaggiamento verso gli organi comunali e formalmente rispettoso della tradizione repubblicana, operando però allo stesso tempo una forte accentrazione dei poteri verso la propria persona. La fittizia continuità con il sistema comunale di governo si combinò inizialmente con il rifiuto di ogni autorità o tutela ecclesiastica sul Comune, che lo portò immediatamente ad un contrasto con l'autorità pontificia.

#### Il conflitto con il papa

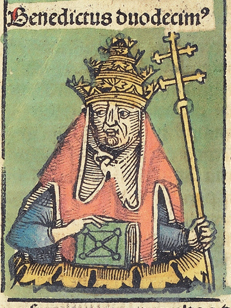
Papa Benedetto XII in una xilografia delle Cronache di Norimberga

Una delle prime questioni che Taddeo dovette affrontare da signore di Bologna fu la controversia in corso con il papa. La cacciata del legato pontificio prima e la nomina di Taddeo poi, avvenuta in totale autonomia dalle prerogative pontificie, aveva scatenato le ire di papa Benedetto XII, il quale - dalla sua sede avignonese - istituì nel gennaio 1338 un processo contro i bolognesi. A nulla valsero le ambasciate inviate da Taddeo nel novembre del 1337 per perorare la propria causa: il 6 gennaio 1338 giunsero le lettere di scomunica contro 250 bolognesi illustri, tra cui Taddeo Pepoli. Allarmato per le potenziali ricadute politiche di un eventuale interdetto pontificio sulla città e sull'università, Taddeo stipendiò fra i migliori oratori dello Studium bolognese per difendere la sua causa di fronte alla corte papale. Tuttavia anche questa ambasceria fallì e il 2 marzo l'interdetto colpì Bologna, le sue chiese e le sue aule universitarie. Taddeo rispose facendo giurare ai professori universitari di non allontanarsi da Bologna, e di non insegnare altrove senza il suo consenso, sotto pena di 3000 lire di ammenda, garantite dalle fideiussioni dei cittadini più importanti. Tuttavia, non potendo più tenere lezioni a Bologna, lo Studium venne temporaneamente trasferito a Castel San Pietro, mentre alcuni professori spostarono comunque la loro cattedra a Siena e ad Arezzo.
Il pericolo per il dominio pepolesco su Bologna era imminente: il 28 marzo venne scoperta una congiura che avrebbe dovuto portare al sollevamento popolare contro i Pepoli, all'uccisione di Taddeo e della sua famiglia, e alla consegna della città a Brandelisio Gozzadini. Taddeo reagì facendo decapitare il leader dei congiurati Mengozzo Gisilieri, scacciando i rimanenti e inviando l'esercito bolognese a conquistare i castelli dei rivoltosi.
La diatriba con il papa si placò temporaneamente il 19 ottobre 1338, quando - a seguito di intense trattative con la corte papale di Avignone - giunsero a Bologna lettere dal Papa, le quali assolvevano Bologna dall'interdetto. Secondo l'accordo raggiunto, Taddeo avrebbe rinunciato al proprio dominio su Bologna, ottenendo al contempo da Benedetto XII l'assegnazione della città in feudo in cambio di un contributo annuo di 8.000 fiorini. Tuttavia, i termini ricevuti nel gennaio 1339 da un cappellano immissario del Papa si rivelarono essere assai diversi da quelli pattuiti, e offensivamente gravosi per la città. Taddeo e il Consiglio del Popolo rifiutarono l'accordo e due nuovi ambasciatori vennero inviati ad Avignone con il compito di negoziare le modifiche al testo. Il 4 marzo, scaduti i termini per l'approvazione dei capitoli della pace con la Chiesa, l'interdetto ripiombò su Bologna. Fu solo il 24 giugno 1340 che l'interdetto venne definitivamente sollevato, a seguito della riuscita dei negoziati. Il 29 luglio il Consiglio del Popolo approvò i nuovi capitoli e Taddeo Pepoli venne nominato vicario papale per la durata di tre anni, in cambio di un tributo annuo al papa di 3.000 fiorini.

#### L'amministrazione giudiziaria
Alla progressiva esautorazione degli organi comunali corrispose un forte accentramento del potere giuridico in capo alla persona di Taddeo, specialmente in campo giudiziario e legislativo. A farne le spese fu innanzitutto la figura del podestà (il vertice dell'amministrazione giudiziaria nei comuni medioevali), che venne affiancato e di fatto controllato da un vicario del signore. Esempio più chiaro della natura sempre più monocratica del regime di Taddeo era il sistema delle suppliche, che egli riceveva personalmente da parte di privati cittadini per i motivi più svariati (con una media di circa 480 suppliche all'anno). Le suppliche al signore (dominus), inizialmente introdotte dal legato Bertrando del Poggetto, costituivano per Taddeo - così come per altre signorie italiane del Trecento - un vero e proprio sistema di governo, poiché ad esse il signore rispondeva con decreti redatti da una curia domini, integralmente costituita da personale notarile e che andava a rimpiazzare gli organi legislativi comunali, in primo luogo il Consiglio del Popolo. Tali decreti derogavano al diritto municipale, civile e canonico, di fatto innalzando il signore a "diritto vivente".

#### Politica economica

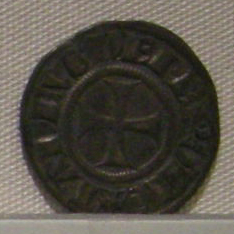
Doppio grosso o pepolese recante il nome di Taddeo Pepoli

In campo economico, Taddeo non prese misure particolarmente rilevanti, forse anche per non rafforzare troppo le società delle arti, le quali costituivano il centro economico e politico dell'attività artigianale e manifatturiera di Bologna. Rare furono le richieste di creare nuove strutture manifatturiere, come i filatoi della seta. Erano più gli stranieri che lo chiedevano, come Bolognini Borghexani di Lucca, mercante di seta, che ottenne l'autorizzazione per costruire un filatoio sopra un corso d'acqua nella cappella di San Biagio. La lavorazione della seta era molto aumentata in quegli anni e assorbiva molta manodopera.
Così come per le istituzioni comunali, Taddeo intendeva salvaguardare formalmente la struttura organizzativa delle società delle arti, privandole però di ogni ruolo politico e decisionale. A tal fine, nel 1337 stabilì che i ministrali delle varie società non potessero esercitare la loro giurisdizione fuori delle rispettive società e dovessero ricorre in appello solo di fronte a lui.
Per quanto concerne la politica fiscale, questa si caratterizzò per non gravare troppo sui cittadini, pur salvaguardando le fonti delle entrate. Il monopolio del sale, per esempio, venne difeso con leggi severe. Le entrate delle tasse sul sale erano destinate alle spese militari e alla difesa della città. La politica di Taddeo nei confronti del contado, che andava spopolandosi, fu di trovare un punto di equilibrio fra la necessità del comune di incamerare tasse, e quella di non depauperare troppo le universitates del distretto, per non far fuggire gli abitanti, in zone dove ormai ben poche erano rimaste le attività artigianali e commerciali.
Inoltre, Taddeo curò l'aspetto idrografico del territorio del contado, per favorire le attività agricole. Fece inoltre coniare una moneta portante la sua effigie e la sua arma, detta "pepolese", che era un multiplo dei bolognini grossi.
Taddeo non fu estraneo a politiche demagogiche allo scopo di evitare tensioni fra la popolazione. Ad esempio, quando, nel 1340, una carestia fece innalzare il prezzo del grano a cifre altissime, Taddeo spese una consistente parte del suo patrimonio per acquistare frumento e distribuirlo a prezzi calmierati, ingraziandosi così la cittadinanza.

#### Politica estera e diplomazia

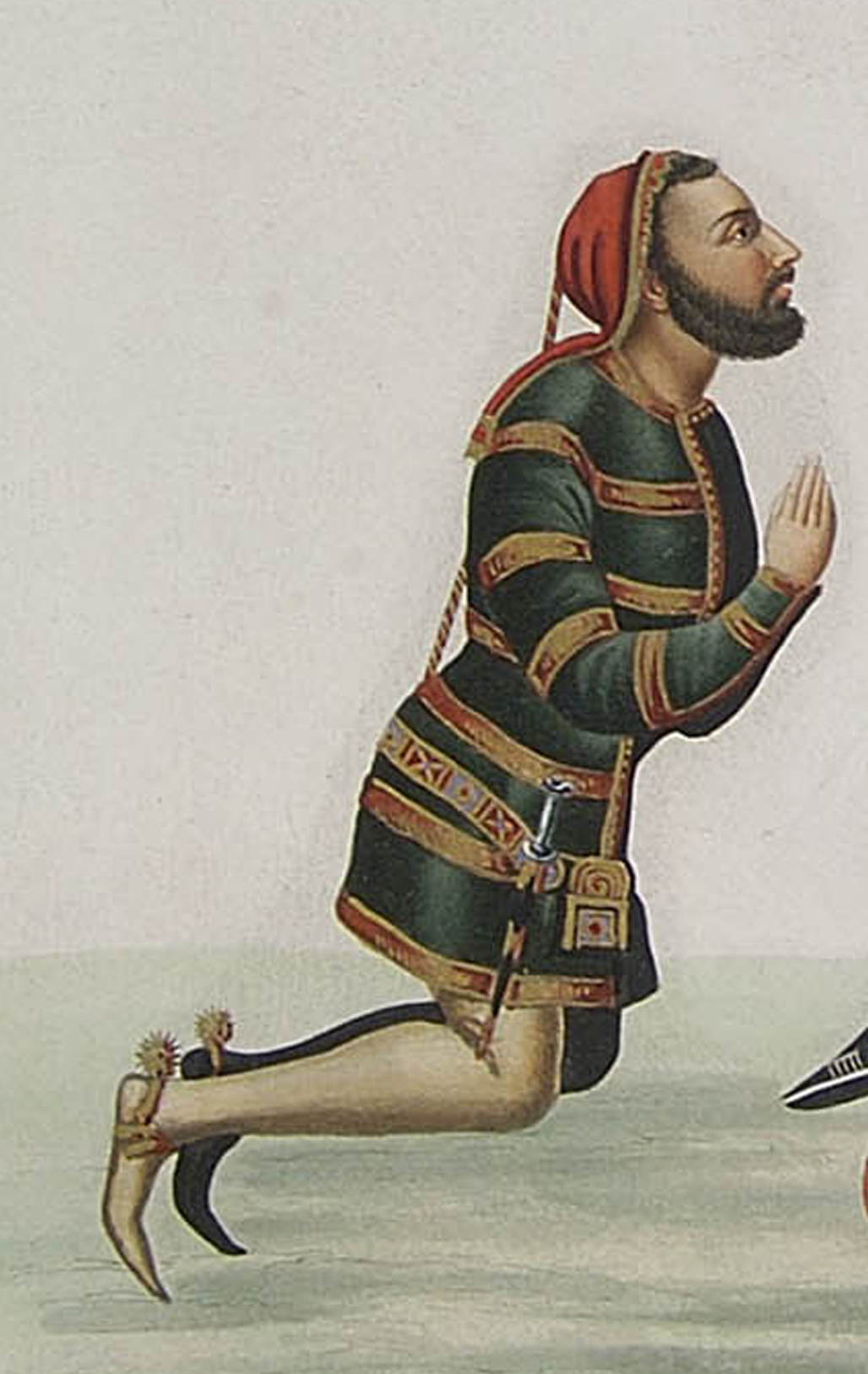
Stampa ottocentesca raffigurante Mastino II della Scala, così come rappresentato nell'affresco di Lorenzo Veneziano "Madonna del Rosario" nella Chiesa di Santa Anastasia a Verona

All'epoca di Taddeo, Mastino II della Scala, signore di Verona, stava tentando un'audace politica espansionistica. Al fine di arginarla, Firenze e Venezia si allearono formando una lega antiscaligera. Taddeo conquistò il potere quando la guerra contro Mastino II era in pieno svolgimento. Bologna stessa era minacciata dalle mire di Mastino II, e quindi la scelta di campo di Taddeo fu obbligata. La campagna contro Mastino II si concluse nel gennaio 1339 con la cessione da parte di quest'ultimo di tutti i territori conquistati, ad eccezione della stessa Verona, Vicenza, Parma e Lucca (le ultime due, risultando indifendibili, vennero però presto cedute anch'esse). Il programma espansionistico di Mastino II stava per essere ripreso con maggior fortuna dai Visconti. Bologna mandò aiuti contro Mastino II e contro il suo alleato Lodrisio Visconti, che mirava ad usurpare la signoria milanese, nella battaglia di Parabiago (21 febbraio 1339), vinta poi da Luchino Visconti.
Nel frattempo, nel 1338, sorsero contrasti con la città di Ravenna, spingendo Taddeo a guidare personalmente il 22 settembre una spedizione di 500 cavalieri che saccheggiò il ravennate per 8 giorni, allorché l'azione diplomatica di Firenze e Venezia non vi pose fine, onde evitare ulteriori conflitti nella zona in un momento in cui le signorie cittadine erano impegnate nella lotta contro Mastino II.
Allo scopo di recuperare per Bologna l'egemonia sulla Romagna, Taddeo inviò nel 1339 300 uomini a cavallo e un grosso contingente di fanteria in aiuto a Riccardo Manfredi, signore di Faenza, il quale era assediato dal signore di Forlì e di Cesena, il ghibellino Francesco II Ordelaffi. Lo scontro, tenutosi il 6 settembre in una frazione del comune di Rocca San Casciano, vide la vittoria dei difensori, costringendo i forlivesi dell'Ordelaffi e i loro alleati a togliere l'assedio a costo di numerose perdite. Nella battaglia venne catturato il capitano dell'esercito forlivese Parcitate de' Parcitati, ma Taddeo, in un'esibizione di magnanimità, lo fece rilasciare.
Le alleanze stipulate da Taddeo in chiave anti-scagliera si rivelarono assai utili quando, nel 1340, Mastino II, Luchino Visconti e Luigi Gonzaga decisero di muovere su Bologna, in reazione ad una nuova alleanza anti-scaglliera sottoscritta il 9 aprile di quell'anno dal signore di Padova Ubertino da Carrara, il marchese di Ferrara Obizzo III d'Este, Taddeo Pepoli e Firenze. Ubertino inviò così le sue truppe, comandate dal capitano di ventura Engelmar von Villanders, a difesa di Bologna. Tuttavia, si riuscì fortunatamente ad evitare lo scontro.
Sempre in chiave anti-scagliera, Taddeo schierò Bologna al lato di Firenze quando quest'ultima si trovava impegnata in una guerra contro Lucca, allora sotto il dominio di Mastino II. Il 31 luglio 1341 ordinò una spedizione di 200 cavalieri in Romagna, capitanati da Ferrantino Malatesta, scortati da 800 cavalieri e 1000 fanti, in appoggio alla campagna fiorentina. I bolognesi vennero però attaccati dalle truppe inviate da Francesco II Ordelaffi e la spedizione si risolse in un nulla di fatto. Taddeo riuscì tuttavia a guadagnare il riconoscimento dei fiorentini, testimoniato da una lettera di ringraziamento inviata il 10 agosto dello stesso anno.
A Firenze le difficoltà a contrastare l'espansionismo dei Visconti avevano portato nel 1342 alla formazione della signoria del duca di Atene, Gualtieri VI di Brienne. Taddeo aveva stretto rapporti di amicizia con il duca: Gualtieri aveva chiesto a Clemente VI l'investitura della Romagna, ricevendone un rifiuto. Quando il duca cadde in disgrazia, Taddeo gli inviò aiuti militari, ma Gualtieri venne sconfitto e si rifugiò a Bologna, nonostante le proteste dei fiorentini. Questa accoglienza diede inizio ad un progressivo peggioramento dei rapporti con Firenze.
Nel frattempo, la fine della guerra per Lucca aveva portato alla formazione della "Gran Compagnia" guidata da Guarnieri di Urslingen e composta prevalentemente da mercenari tedeschi. Essendo rimasti senza paga, i soldati si davano al saccheggio. Fra i suoi membri vi era anche Ettore da Panico, un esule bolognese che si era dato al mestiere delle armi. Fu sicuramente per le pressioni degli esuli bolognesi come il da Panico, che la compagnia decise di superare gli Appennini rivolgendosi verso la Romagna. Taddeo aveva fatto approntare delle fortificazioni nella valle del Lamone, presso Faenza, i cui signori, i Manfredi, erano in buoni rapporti coi Pepoli e in lotta contro gli Ordelaffi. I figli di Taddeo Giovanni e Giacomo Pepoli prepararono la difesa della città con successo, la compagnia fu sconfitta. Ebbe il permesso di attraversare il territorio bolognese, con la promessa di non fare danni: mantennero la promessa e si lasciarono andare a saccheggi appena giunti in territorio modenese. Da questo episodio si evince la capacità diplomatica di Taddeo, che seppe evitare guai alla città.
Un altro punto di forza della politica estera di Taddeo era l'alleanza con Ferrara, anche grazie alla parentela con gli Estensi. Intanto la coalizione formata da Firenze, Mastino e Taddeo aveva preso atto dell'impossibilità di arginare l'espansione dei Visconti. Vennero perciò avviate trattative di pace e nel 1346 Obizzo III d'Este decise di vendere Parma a Luchino.

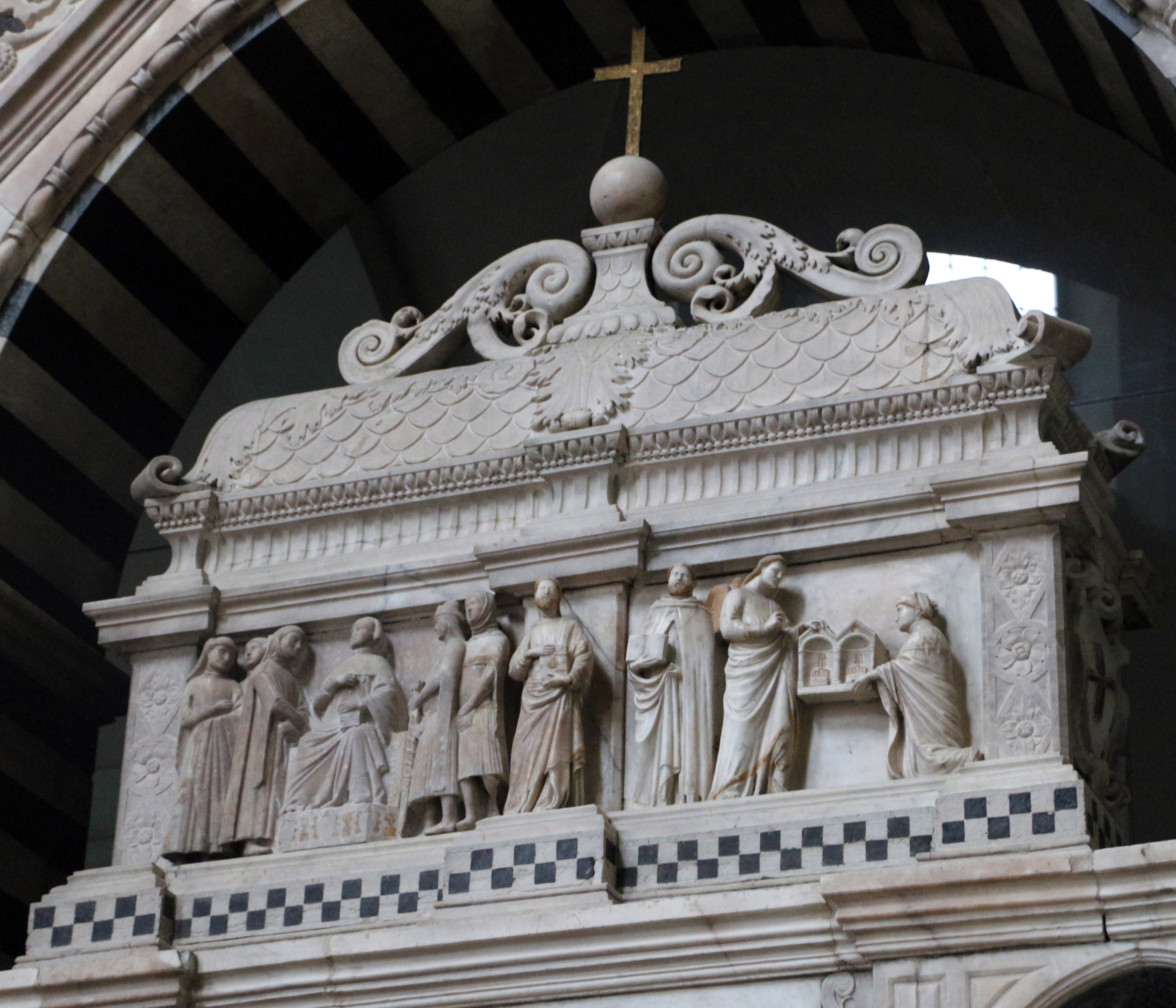
Arca di Taddeo Pepoli, basilica di San Domenico, Bologna.

Taddeo fu obbligato dalle circostanze a firmare una pace di 8 anni coi Visconti.

### La morte e la fine della signoria
Taddeo morì, forse di peste, il 29 settembre 1347 e fu sepolto all'interno della cappella di San Michele presso la basilica di San Domenico, dove tuttora il suo corpo è conservato all'interno di un'arca. Si tratta di una ricomposizione cinquecentesca del monumento, il quale conserva le lastre marmoree del Trecento scolpite ad altorilievo con quattro scene della vita di Taddeo.
Alla morte di Taddeo, una riunione straordinaria del Consiglio del Popolo decretò la successione ai suoi figli Giacomo e Giovanni. Tuttavia, tre anni dopo, sopraffatti dalla disastrosa situazione economica e isolati sia dalla Chiesa che dall'antica alleata Firenze, il 16 ottobre 1350, i due vendettero formalmente la città ai Visconti, ponendo così fine alla signoria dei Pepoli e all'indipendenza del Comune.

## Vita privata
Taddeo aveva sei fratelli (Zerra, Giovanni, Romeo, Nanne, Francesco detto Tarlato e Andrea) e tre sorelle (Giacoma, Giuliana e Margherita). Dal matrimonio con Bartolomea Samaritani ebbe quattro figli, Giacomo, Giovanni, Romeo e Bornio, e tre figlie, Zanna, Zanna Chiara e Giovanna. Romeo morì di malattia il 6 luglio 1339, venendo sepolto presso la basilica di San Domenico.

## La promozione edilizia

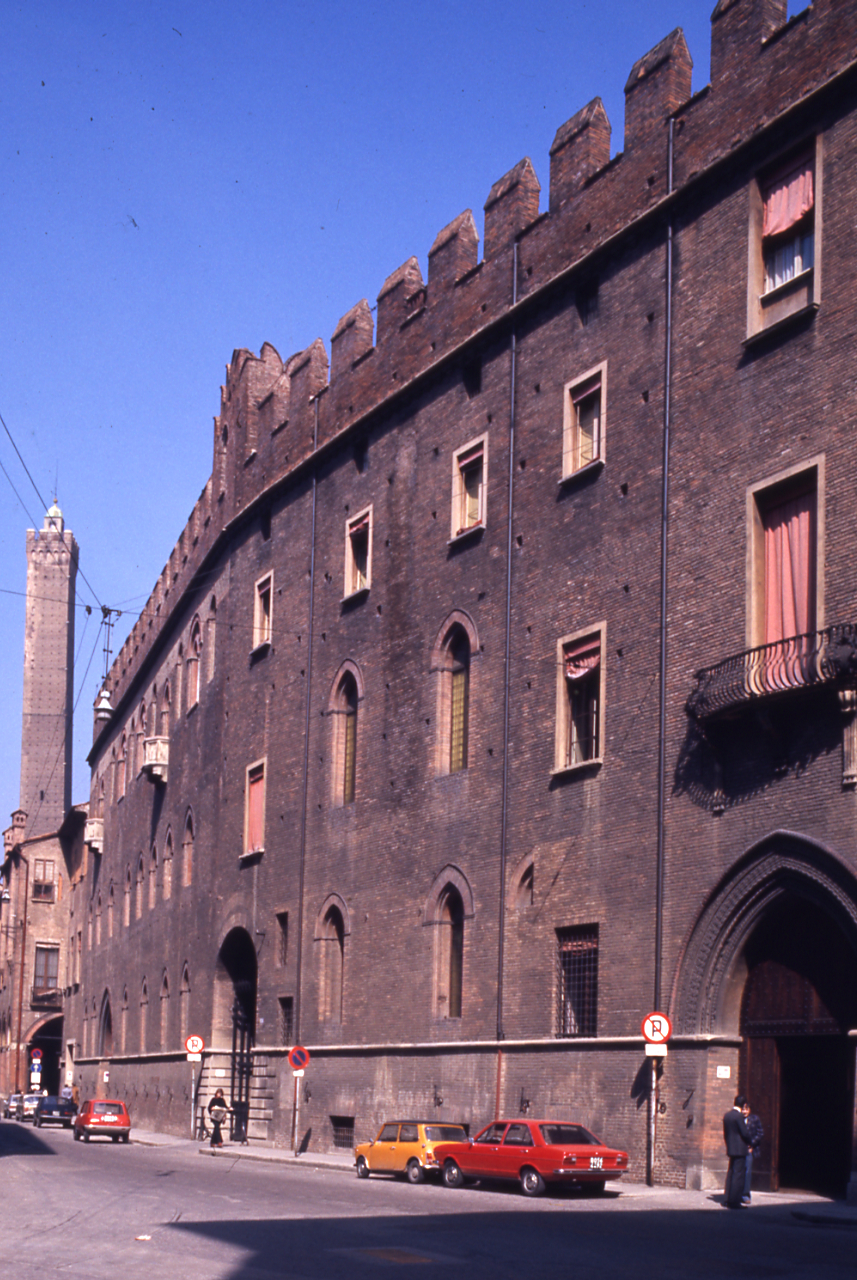
Palazzo Pepoli, fotografato nel 1976

Lo sviluppo cittadino durante l'epoca di Taddeo fu considerevole, sia in ambito privato che pubblico, grazie al periodo di stabilità politica da lui inaugurato. Taddeo fece costruire numerose cappelle (fra cui una per la propria famiglia) presso la basilica di San Domenico. Nel 1345, fece costruire la basilica di Santa Maria dei Servi, su progetto di Andrea da Faenza. Nel 1339, fece ampliare il palazzo del Comune con una nuova ala a nord del vecchio palazzo della biada. Sempre nel 1339, al fine di poter controllare militarmente la piazza principale, teatro fino ad allora di aspre lotte cittadine, fece costruire una loggia destinata ad ospitare una guarnigione di cavalieri posti a guardia della piazza, la cui costruzione comportò la demolizione di numerose botteghe.
In ambito privato, nel 1344 fece ingrandire il proprio palazzo in strada Castiglione (oggi palazzo Pepoli vecchio), unendo diverse proprietà della famiglia acquistate dal padre Romeo.